# Mieczysław Moszkowicz
Mieczysław Moszkowicz (ur. 1946) – polski ekonomista. Absolwent Wyższej Szkoły Ekonomicznej we Wrocławiu. Od 2001 profesor na Wydziale Informatyki i Zarządzania Politechniki Wrocławskiej.